# 日本心臓血圧研究所
日本心臓血圧研究所は、東京都新宿区河田町にあった、診療及び研究機関。現在の東京女子医科大学心臓病センター。
東京女子医科大学の附属研究機関として1955年に同大第一外科教授であった榊原仟（しげる）博士によって開設された。心研と略されることもある。開設以来、日本の心臓血管学の中心として、そして日本国内最大級の心臓病センターとしての地位を築いている。榊原教授とそのスタッフ達は数々の日本初となる手術を成功させ、心研の名を不動のものにした。
臓器移植法が施行された1997年に、大阪大学、国立循環器病センターとともに心臓移植指定病院に選ばれる。日本心臓血圧研究所は循環器内科、循環器小児科、成人と小児に別れた心臓血管外科からなる4つの診療科から構成されている。優秀なスタッフを全国各地から集め、開設からの手術総数は1万5千例を超え、日本で最多を数える。
2001年3月に手術中の人工心肺装置の事故により、女児が死亡。これにより2002年9月に厚生省から特定機能病院承認を取り消されている。2005年2月には再承認の申請を行い、2007年に承認される。